# Apostolos Doxiadis
Apostolos Doxiadis (greacă: Απόστολος Δοξιάδης) (n. 1953 în Brisbane, Queensland în Australia - ...) este un scriitor grec.
1. ↑  Apóstolos K. Doxiádis, Babelio
2. ↑  „Apostolos Doxiadis”, Gemeinsame Normdatei, accesat în 15 decembrie 2014
3. ↑  CONOR.SI[*] Verificați valoarea |titlelink= (ajutor);
4. ↑   (PDF) http://www.associazionesubalpinamathesis.it/wp-content/uploads/2019/01/MATHESIS-Elenco-Vincitori-Premi-Peano.pdf Lipsește sau este vid: |title= (ajutor)